# Simfonija br. 3 (Górecki)
Simfonija br. 3, Op. 36, također poznata kao Simfonija žalosnih pjesama (polj. Symfonia pieśni żałosnych), trostavačna je simfonija koju je napisao poljski skladatelj Henryk Górecki u Katowicama između listopada i prosinca 1976. godine. Premijerno je izvedena 4. travnja 1977. na Međunarodnom festivalu u Royanu, sa sopranisticom Stefanjom Woytowicz i dirigentom Ernestom Bourom.
Solo sopran, uz orkestar, u svakom od tri stavka izvodi poljske tekstove. Prvi je poljska tužaljka Marije, majke Isusove, iz 15. stoljeća, drugi poruka 18-ogodišnje Poljakinje urezana u zid Gestapove tamnice tijekom Drugog svjetskog rata, a treći šleska narodna pjesma majke koja traži svog sina kojeg su ubili Nijemci tijekom šleskih ustanaka. Prvi i treći stavak napisani su iz perspektive roditelja koji je izgubio dijete, dok je drugi stavak iz perspektive djeteta odvojenog od roditelja. Dominantne teme simfonije su majčinstvo, nada, ali i očaj i patnja.
Do 1992. godine Górecki je bio poznat kao jedan od nekoliko skladatelja iz Poljske škole zaslužnih za poratni preporod poljske glazbe. Te godine, Elektra Nonesuch objavila je snimku već 15 godina stare simfonije u izvedbi Londonske sinfoniette koja je mahom osvojila vrh ljestvica u Velikoj Britaniji i SAD-u. Prodana je u više od milijun primjeraka, što daleko premašuje očekivanu prodaju tipične simfonijske snimke skladatelja 20. stoljeća. Unatoč tome, nažalost, Henrykova ostala djela nisu uživala isti svjetski uspjeh.

## Pozadina
Henryk Górecki rođen je 1933. godine u Poljskoj, u vremenu teških društvenih i političkih previranja. Majka mu je umrla dok je on imao samo dvije godine te motiv majke i tuge zbog gubitka kasnije prožima mnoga njegova djela, a "kulminaciju" dostiže upravo u Trećoj simfoniji. Djetinjstvo mu bilo je dodatno obilježeno siromaštvom i lošim zdravljem. Uz to, odrastao je tijekom njemačke okupacije Poljske u Drugom svjetskom ratu, a holokaust i zločini kojim je svjedočio oblikovali su mu svjetonazor i kasnije stil pisanja.
Nakon Drugog svjetskog rata, Poljska je postala komunistička država u kojoj je umjetnost bila podložna strogoj cenzuri i često bila zabranjivana. Unatoč tome, festival Varšavska jesen, osnovan 1956. godine, omogućio je poljskim skladateljima pristup svjetskim avangardnim tendencijama. Górecki se u tom periodu usmjerio k atonalnosti, serijalizmu i eksperimentalnim tehnikama. Tijekom 1950-ih i 1960-ih bio je u kontaktu s velikim avangardnim skladateljima poput Karlheinza Stockhausena i Pierrea Bouleza, a njegova rana djela, poput Scontri (1960.) i Prve simfonije (1959.), bila su izrazito disonantna, kompleksna i inovativna. 
Međutim, 1970-ih Górecki se počeo udaljavati od radikalne avangarde te se okretao harmonijskom minimalizmu, repetitivnim strukturama i sakralnoj inspiraciji. Taj prijelaz vidljiv je u njegovim djelima Euntes ibant et flebant (1972.) i Amen (1975.) u kojima je već jasno prisutan religijski i kontemplativni ton. Poljska je njegovala snažnu tradiciju marijanskog kulta te su tako vjerske teme i himne bile čest motiv u djelima Góreckog. Štoviše, poljski kulturni koncept Matka Polka (Majka Poljakinja) – simbol majčinske požrtvovnosti i nacionalnog identiteta – mogućno je utjecao na njegovo razumijevanje istoga. Ad Matrem (1971.), jedno od njegovih prvih djela posvećenih majčinskoj ljubavi i gubitku, također posvećeno sjećanju na vlastitu majku, priprema teren i nagovještava prevladavajuću temu Treće simfonije.

## Instrumentacija
Simfonija je napisana za solo sopran, četiri flaute (dva svirača također sviraju pikolo), četiri klarineta in B, dva fagota, dva kontrafagota, četiri horne in F, četiri trombona, harfu, klavir i gudački orkestar. Górecki precizno određuje sastav gudačkog korpusa: 16 prvih violina, 16 drugih violina, 12 viola, 12 violončela i 8 kontrabasa. Većinu partiture gudači su podijeljeni u dvije grupe, pri čemu je svaka notirana u zasebnom sustavu. Tako gudački aranžman uglavnom obuhvaća deset različitih dionica, a u nekim su dijelovima te dionice dodatno podijeljene na manje grupe. 
Neobično je da su izostavljene oboe, engleski rog, bas klarineti i trube. Fagoti, kontrafagoti i tromboni pojavljuju se samo u prvom stavku i to svega u nekoliko taktova (fagoti i kontrafagoti: taktovi 339–342 i 362–369; tromboni: taktovi 343–348 i 367–369).